# ラルフ一世はアメリカン
『ラルフ一世はアメリカン』（原題：King Ralph）は、1991年制作のアメリカ合衆国のコメディ映画。

## あらすじ
イギリス王族がバッキンガム宮殿での記念撮影中、カメラマンのミスから起きた事故で全員感電死してしまった。
イギリス政府は何とか唯一の王位継承者を探し出すが、それはラスベガスでピアノの弾き語りをするラルフ・ジョーンズという男だった。
彼は新しいイギリス国王「ラルフ一世」となり、ウィリンガム卿ら侍従たちから国王としての教育を受けるが、彼はそれまでのアメリカ的ライフスタイルを全く変えようとしないばかりか、町で出会ったストリッパーのミランダと恋に落ちてしまう。
一方、貴族院議員のグレーヴス卿は、それをネタにラルフを追い落として王位に就く事を企み、密かに事を進めていた。

## キャスト
| 役名                          | 俳優                       | 日本語吹替 |
| ----------------------------- | -------------------------- | ---------- |
| ラルフ・ジョーンズ/ラルフ一世 | ジョン・グッドマン         | 石田太郎   |
| セドリック・ウィリンガム卿    | ピーター・オトゥール       | 中村正     |
| パーシヴァル・グレーヴス卿    | ジョン・ハート             | 千田光男   |
| ミランダ・グリーン            | カミール・コドゥリ         | 佐々木優子 |
| ダンカン・フィリップス        | リチャード・グリフィス     | 稲葉実     |
| イギリス首相                  | ジェームズ・ヴィリアーズ   |            |
| アンナ王女                    | ジョエリー・リチャードソン |            |
| フィンランド国王              | ジュリアン・グローヴァー   |            |